# Штубендорф, Юлий Иванович

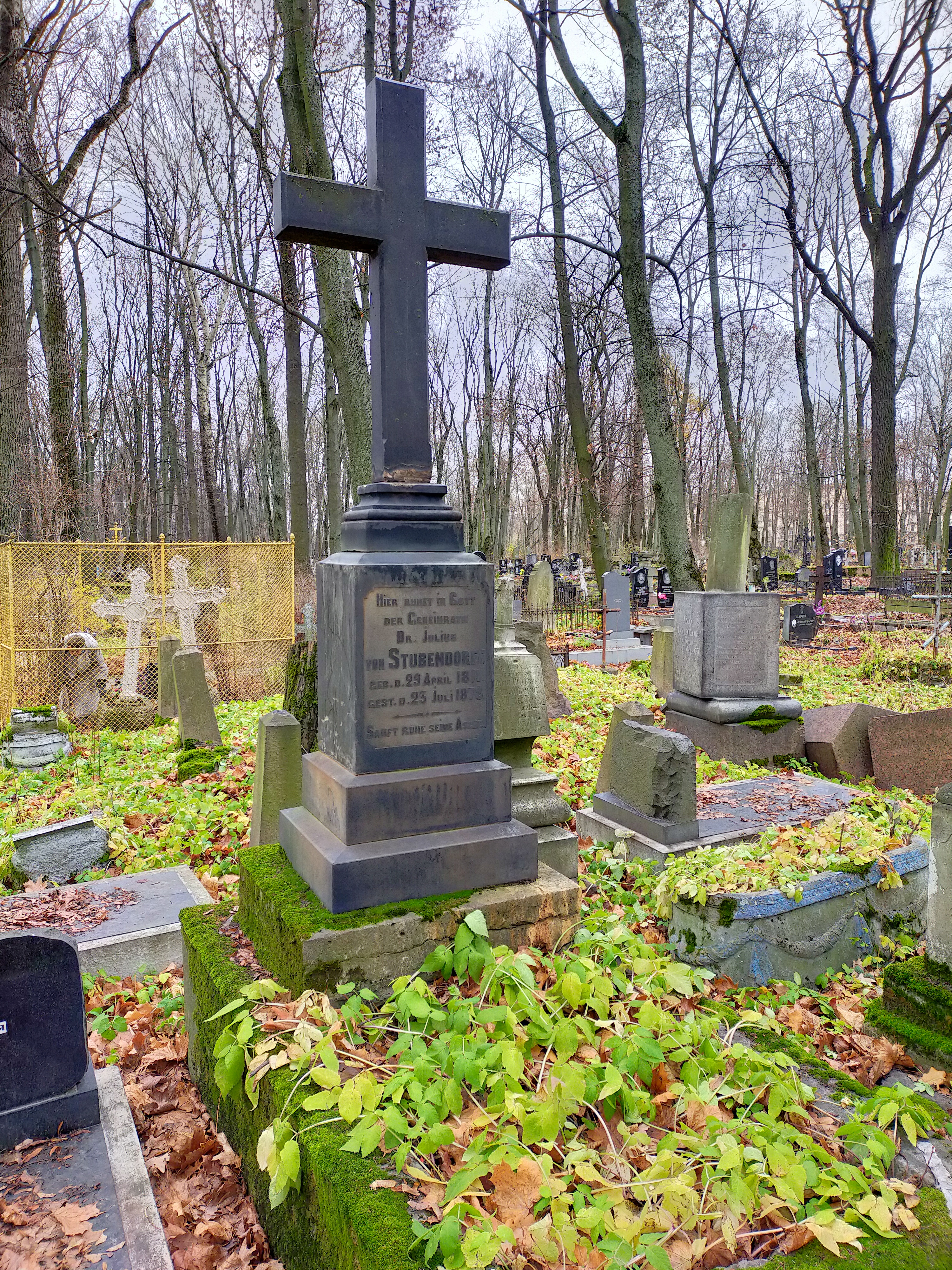
Юлий Иванович Штубендорф (1811-1878), могила на Волковском лютеранском кладбище

Юлий Иванович Штубендорф (29 апреля 1811 — 23 июля 1878) — российский государственный деятель, доктор медицины, тайный советник (1864).

## Биография
Родился в семье купца 2-й гильдии Иоганна Даниэля Штубендорфа (1763–1821) и Анны Фредерики, урожденной Гардер (1770–1815).
В 1836 году после окончания медицинского факультета Императорского Дерптского университета со степенью доктора наук служил военным врачом. С 1839 года коллежский асессор, старший врач Омского военного госпиталя. В 1848 году произведён в надворные советники. С 1849 года чиновник по особым поручениям, с 1850 года советник от МВД в Главном управлении Восточной Сибири. С 1851 года один из основателей и первый правитель Сибирского отделения Императорского русского географического общества. С 1852 года исполнял обязанности Иркутского Александринского детского приюта.
В 1853 году произведён в действительные статские советники, член Медицинского совета и управляющий 5-го отделения Главного управлении Восточной Сибири. С 1857 года Якутский губернатор. В 1864 году произведён в тайные советники, член Попечительского совета заведений общественного призрения в Санкт-Петербурге и попечитель Калинкинской больницы.
Был награждён несколькими российскими орденами вплоть до ордена Святого Александра Невского, пожалованного ему в 1872 году.